# バーソン・コーン&ウルフ
バーソン・コーン&ウルフ（英: Burson Cohn & Wolfe）は、アメリカのニューヨークに本社を置く、売上高世界第3位のPR会社。2018年2月に、WPPグループ傘下のバーソン・マーステラおよびコーン&ウルフの合併によって創立され、コーン&ウルフのCEOであったドナ・インペラートがCEOに、バーソン・マーステラの会長兼CEOであったドナルド・A・ベールが会長に就任した。世界42か国に4,000人以上を抱える。

## 日本法人
1973年に設立されたバーソン・マーステラの日本法人「株式会社バーソン・マーステラ」が、2019年1月1日付けで「株式会社バーソン・コーン&ウルフ・ジャパン」に社名変更した。